# Peter Tille
Peter Tille (* 6. März 1938 in Leipzig; † vor dem 26. Oktober 1996 in Pasewalk) war ein deutscher Bibliothekar, Schriftsteller und Aphoristiker.

## Leben
Sein Vater verstarb 1945, seine Mutter 1950. 
Er wurde von Dorothea's Eltern aufgenommen als seine verstarben.  Tille hatte eine Zwillingsschwester namens Rosemarie und einen älteren Bruder namens Klaus. Das Ministerium für Staatssicherheit verpflichtete ihn 1965 als "Peter Buch". 1968 zog Tille nach Schwerin, wo er an der Wissenschaftlichen Allgemeinbibliothek Schwerin arbeitete. Bis 1974 arbeitete er als Bibliothekar. In Schwerin leitete er die Arbeitsgemeinschaft Junger Autoren und war Mitglied der FDJ-Bezirksleitung. Tille gilt als Erfinder des Schweriner Poetenseminars für lyrische Nachwuchstalente, das ab 1971 jährlich stattfand. Seine Berichte als inoffizieller Mitarbeiter der Staatssicherheit führten 1973 zur Inhaftierung von Ulrich Schacht. Ab Mitte der 1970er Jahre war Tille selber Ziel von Stasi-Überwachung und eines Operativen Vorgangs.
Von 1990 bis 1992 war er als Abgeordneter der CDU Mitglied des Kreistages Pasewalk und dessen Präsident; nach Bekanntwerden seiner Tätigkeit als Stasi-IM musste er zurücktreten.
Tille arbeitete oft mit Buchillustratoren zusammen, die seine Werke illustrierten. So arbeiteten Gottfried Leonhardt, Hans Ticha und Petra Wiegandt an seinen Werken mit. Petra Wiegandt griff für ihr 2006 veröffentlichtes Buch Newton und der Apfel auf Schriften von Tille zurück. Weitere Werke, an denen er beteiligt war, wurden nach seinem Tod veröffentlicht.

## Werke
Autor von
- 1971: Schriftsteller des Bezirkes Schwerin, gemeinsam mit Regina Buch und Heinke Bernitt, Wissenschaftliche Allgemeinbibliothek Schwerin
- 1979: Drachensteigen, Gestaltung von Gottfried Leonhardt, Postreiter Verlag, Halle
- 1980: Meine Schwester Jule, Bilder von Gerhard Rappus, Arnold, Leipzig
- 1980: Landreiter 13, Mitteldeutscher Verlag, Halle, Leipzig
- 1981: Latawce, Illustration von Gottfried Leonhardt, Postreiter-Verlag, Halle
- 1983: Sommersprossen, Illustration von Hans Ticha, Mitteldeutscher Verlag, Halle, Leipzig
- 1984: Der kleine Apfelbaum, Illustration von Tamara Sälzer, Postreiter-Verlag, Halle
- 1985: Steine wachsen nach : Features in Prosa, Union-Verlag, Berlin
- 1987: Ein Apfel und Sir Isaak, Illustration von Petra Wiegandt, Postreiter-Verlag, Halle
- 1989: Die Herberge : Weihnachtsgeschichten, Evangelische Verlagsanstalt, Berlin, ISBN 3-374-00922-0

Beteiligt an
- 1977: Flossfahrt, mit Jan Flieger, Mitteldeutscher Verlag, Halle, Leipzig
- 2006: Newton und der Apfel, mit Petra Wiegandt, Eulenspiegel-Verlag, Berlin, ISBN 978-3-359-01656-4
- 2009: Einstein mit der Geige, mit Manfred Bofinger, Neuausgabe, Carlsen Verlag, Hamburg, ISBN 3-359-01622-X
- 2010: Flügelotto, Illustration von Klaus Vonderwerth, Steffen Verlag, Friedland, ISBN 978-3-940101-86-0
- 2012: Unter Strohköpfen sind Geistesblitze lebensgefährlich. Aphorismen von Peter Tille. Illustrationen von Harald Larisch. Steffen Verlag, Berlin 2012. ISBN 978-3-941683-20-4.